# Grafo de unión
El  método de grafos de unión o bond graph consiste en una notación gráfica de representación de las estructuras energéticas de sistemas físicos.
Su representación gráfica expone de forma simultánea la información de un modelo relativa a los elementos y subsistemas que lo componen, así como las interrelaciones entre ellos. En este sentido, se diferencia de otras técnicas que presentan la información en forma secuencial de palabras, relaciones matemáticas o códigos computacionales e incluso de otros métodos gráficos, como diagramas de bloques, que son, así mismo, secuenciales en la forma de presentación de la información del modelo. 
La definición de sus elementos básicos en relación con principios físicos generales aplicables a un amplio espectro de dominios energéticos, conduce a su ventaja de mayor interés: la posibilidad de representar unificadamente distintos campos físicos y, por tanto, modelizar sistemas multidisciplinares.
Por otra parte, la asignación de causalidad a los modelos de grafos de unión o bond graph, permite analizar la racionalidad física de los mismos y obtener esquemas computacionales de forma no ambigua. La transformación de la descripción simultánea (bond graph o grafos de unión) a una secuencial (código computacional, diagramas de bloques, ...) resulta inmediata una vez establecida la causalidad. El proceso inverso no es a priori cierto, ya que parte de la información de la estructura energética del modelo de grafos de unión se pierde en la transformación.
Los elementos primitivos de la notación se clasifican desde el punto de vista físico en:
- de almacenamiento de energía, denominados capacidad e inercia,
- de disipación de energía, denominado transductor irreversible o resistencia,
- fuentes de esfuerzo y de flujo,
- y estructuras de unión no energéticas, clasificadas en uniones-1 y uniones-0 que representan balances de la variables de potencia, y gyrators y transformers, los cuales conectan, respectivamente, partes del modelo correspondientes a dominios energéticos distintos mediante relaciones mixtas de las variables (flujos con esfuerzos y viceversa) o dentro de un mismo dominio mediante relaciones no mixtas (variables de potencia del mismo tipo).

Se denomina bond o grafo de unión al flujo de potencia entre elementos y/o subsistemas. A un conjunto de elementos unidos mediante bonds se le denomina genéricamente BG, modelo de bond graph o modelo de grafos de unión.
- Datos: Q838024
- Multimedia: Bond graphs / Q838024